# Macromotettix xinganensis
Macromotettix xinganensis är en insektsart som beskrevs av Zheng, Z., Hui-hong Zhang och Dang 2009. Macromotettix xinganensis ingår i släktet Macromotettix och familjen torngräshoppor. Inga underarter finns listade i Catalogue of Life.